# Tarzan e i cacciatori d'avorio
Tarzan e i cacciatori d'avorio (Tarzan and the She-Devil) è un film del 1953 diretto da Kurt Neumann.
Il soggetto è liberamente ispirato al personaggio del famoso romanzo d'avventura Tarzan delle Scimmie di Edgar Rice Burroughs del 1912. Il film è il quinto ed ultimo dei cinque della saga di Tarzan interpretati dall'attore Lex Barker distribuiti dalla RKO Radio Pictures.

## Trama
Un gruppo di cacciatori d'avorio capeggiati dalla perfida Lyra, va in cerca di elefanti per ucciderli e prenderli le zanne.
Ma hanno bisogno di uomini battitori, perciò catturano tutta la gente valida di una tribù.
Tarzan accorre e li libera, ma viene catturato da Lyra che brucia la sua casa sull'albero.
Lyra sa benissimo che gli elefanti obbediscono al richiamo di Tarzan e per convincerlo rapisce anche Jane, la sua ragazza.
Tarzan acconsente a richiamare gli elefanti, ma ha un piano: infatti appena appaiono, gli enormi pachidermi attaccano i cacciatori.